# Роутт (округ, Колорадо)
Шаблон:StateAbbr_ 40°29′ пн. ш. 106°59′ зх. д. / 40.48° пн. ш. 106.99° зх. д.
Округ Роутт (англ. Routt County) — округ (графство) у штаті Колорадо, США. Ідентифікатор округу 08107.

## Історія
Округ утворений 1877 року.

## Демографія
За даними перепису 
2000 року 
загальне населення округу становило 19690 осіб, зокрема міського населення було 9970, а сільського — 9720.
Серед мешканців округу чоловіків було 10599, а жінок — 9091. В окрузі було 7953 домогосподарства, 4778 родин, які мешкали в 11217 будинках.
Середній розмір родини становив 2,92.
Віковий розподіл населення поданий у таблиці:
| Стать    | До 15 років | 15-21 | 22-29 | 30-39 | 40-49 | 50-65 | 65-85 | Понад 85 |
| -------- | ----------- | ----- | ----- | ----- | ----- | ----- | ----- | -------- |
| Чоловіки | 1866        | 1011  | 1647  | 1810  | 2170  | 1627  | 436   | 32       |
| Жінки    | 1750        | 800   | 1109  | 1554  | 2024  | 1330  | 449   | 75       |

## Суміжні округи
- Карбон, Вайомінґ — північ
- Джексон — схід
- Гранд — південний схід
- Ігл — південь
- Гарфілд — південь-південний захід
- Ріо-Бланко — південний захід
- Моффат — захід

## Виноски
1. ↑  U.S. Decennial Census. United States Census Bureau. Архів оригіналу за 12 травня 2015. Процитовано 11 червня 2014.
2. ↑  Historical Census Browser. University of Virginia Library. Архів оригіналу за 11 серпня 2012. Процитовано 11 червня 2014.
3. ↑  Population of Counties by Decennial Census: 1900 to 1990. United States Census Bureau. Архів оригіналу за 31 липня 2014. Процитовано 11 червня 2014.
4. ↑  Census 2000 PHC-T-4. Ranking Tables for Counties: 1990 and 2000 (PDF). United States Census Bureau. Архів оригіналу (PDF) за 18 грудня 2014. Процитовано 11 червня 2014.
5. ↑  State & County QuickFacts. United States Census Bureau. Архів оригіналу за 5 вересня 2015. Процитовано 11 лютого 2014.(англ.) Наведено за англійською вікіпедією.
6. ↑  American FactFinder. Бюро перепису населення США. Архів оригіналу за 26 лютого 2012. Процитовано 31 січня 2008.

| США | Це незавершена стаття з географії США. Ви можете допомогти проєкту, виправивши або дописавши її. |